# Aco Stojkov
Aco Stojkov (mazedonisch Ацо Стојков; * 29. April 1983 in Strumica) ist ein nordmazedonischer ehemaliger Fußballspieler, der für seine Schnelligkeit und seine Flexibilität bekannt war.
Stojkov spielte zusammen mit Goran Pandev bei Inter Mailand Primavera, dem U-20 Team von Inter Mailand. Mit der Mannschaft konnte er 2002 die Jugendmeisterschaft gewinnen. Von dort aus wurde an Vereine in Italien und nach Polen verliehen.
2006 wechselte Stojkov zu FK Partizan Belgrad, verließ aber die Mannschaft ein Jahr später und spielte seitdem für Debreceni VSC in Ungarn. Anfang 2008 wurde er an den Nyíregyháza Spartacus FC ausgeliehen. Im August 2009 wechselte er in die Schweiz zum FC Aarau, wo er einen Vertrag bis zum Ende der Saison 2011/12 unterschrieb. In seiner ersten Saison in Aarau musste er mit seiner Mannschaft absteigen und verpasste den Wiederaufstieg deutlich. Die Saison 2011/12 schloss er mit seiner Mannschaft auf dem zweiten Platz ab, unterlag in den Barragespielen aber dem FC Sion.
Anschließend wechselte Stojkov zu Zob Ahan Isfahan in den Iran, kehrte aber schon Anfang 2013 nach Europa zurück, wo er sich Vardar Skopje anschloss. Mit Vardar konnte er die Meisterschaft 2013 gewinnen, wozu er selbst sieben Tore in elf Spielen beisteuern konnte. In der ersten Hälfte der Spielzeit 2013/14 konnte er zehn Treffer in 16 Spielen erzielen. Anfang 2014 nahm ihn der rumänische Erstligist FC Botoșani unter Vertrag. Ein halbes Jahr später verpflichtete ihn Rabotnički Skopje. Dort kam er in der ersten Hälfte der Saison 2014/15 auf neun Tore in elf Spielen. Er wechselte Anfang 2015 zu KF Skënderbeu Korça nach Albanien. Mit seinem neuen Team errang er die Meisterschaft 2015, kehrte aber schon im Sommer 2015 nach Mazedonien zu Vardar zurück. 2018 folgte dann der Wechsel zum Ligarivalen Akademija Pandev. Die Saison danach spielte er beim unterklassigen GFK Osokovo und beendete seine Karriere.

## Nationalmannschaft
Sein erstes Länderspiel machte er am 21. August 2002 gegen Malta. In diesem schoss er auch sein erstes Länderspieltor.
Bis 2014 bestritt er insgesamt 40 Länderspiele und erzielte dabei fünf Tore.

## Erfolge
- Ungarischer Meister: 2007
- Ungarischer Pokalsieger: 2008
- Mazedonischer Meister: 2013, 2016, 2017
- Albanischer Meister: 2015
- Mazedonischer Pokalsieger: 2015